# Tomáš Vandas
Tomáš Vandas (* 3. března 1969 Praha) je český politik, bývalý předseda soudně rozpuštěné neparlamentní Dělnické strany. Od roku 2010 do roku 2024 byl předsedou na ni navazující Dělnické strany sociální spravedlnosti. Je zastupitelem v Bílině na Teplicku.

## Biografie
Vyučil se na středním odborném učilišti oboru instalatér a poté absolvoval studium na strojní průmyslové škole, které zakončil maturitní zkouškou. Při zaměstnání vystudoval bakalářský obor Sociální a masové komunikace na Univerzitě Jana Amose Komenského v Praze. Poté ještě pokračoval ve studiu magisterského oboru Sociální a mediální komunikace na téže škole a získal titul Mgr.[zdroj⁠?!]
V roce 2011 mu Městský soud v Brně uložil trest za výroky hanobící menšiny na prvomájovém shromáždění v roce 2009. Trest byl později zrušen prezidentskou amnestií vyhlášenou Václavem Klausem.

## Politická kariéra
V minulosti byl funkcionářem SPR-RSČ, v roce 2003 spoluzaložil Dělnickou stranu a stal se jejím předsedou. Poté, co stranu 17. února 2010 zrušil (kvůli její xenofobní a protidemokratické rétorice a programu) Nejvyšší správní soud ČR, Vandas oznámil, že své příznivce do parlamentních voleb povede pod hlavičkou DSSS, strany, v jejímž čele tehdy stála jeho matka Hana Pavlíčková. Na kandidátce DSSS byl jako jediný člen DS, ostatní kandidáti byli členy DSSS, jiných stran či bez stranické příslušnosti. Dne 20. listopadu byl na pražském sjezdu jednomyslně zvolen předsedou DSSS.
Ve volbách 2010 neúspěšně kandidoval do senátu za obvod č. 4 – Most, když se ziskem 5,13 % hlasů obsadil předposlední 7. místo.
V březnu 2012 oznámil, že hodlá kandidovat na prezidenta České republiky.
Počátkem listopadu téhož roku Vandas ze souboje o prezidentské křeslo odstoupil. Uvedl přitom, že mezi parlamentními a neparlamentními kandidáty nepanuje rovnost. Pro jeho kandidaturu se mu podle jeho slov podařilo získat přes 39 tisíc podpisů.
Ve volbách do Evropského parlamentu v roce 2014 kandidoval jako lídr koalice stran DSSS a Strany pro Evropu, ale neuspěl (koalice získala pouze 0,52 % hlasů a do EP se nedostala).
Ve volbách do Senátu PČR v roce 2016 kandidoval za DSSS v obvodu č. 31 – Ústí nad Labem. Jeho kandidaturu podporovaly také strany NÁRODNÍ FRONTA a Národní socialisté - LEV21 a hnutí Čisté Ústí. Se ziskem 6,94 % hlasů skončil na 6. místě a do druhého kola nepostoupil.
V krajských volbách v roce 2016 také vedl v Ústeckém kraji z pozice lídra kandidátku subjektu „Dělnická strana sociální spravedlnosti – NE imigrantům, PROTI nepřizpůsobivým, PRO pořádek!“ (tj. DSSS, NF, NÁR.SOC. a ČÚNL), ale neuspěl (uskupení získalo jen 3,21 % hlasů).
Ve volbách do Evropského parlamentu v květnu 2019 kandidoval jako lídr uskupení „Dělnická strana sociální spravedlnosti – Za národní suverenitu!“ (tj. DSSS a NF), ale nebyl zvolen.
Ve volbách do zastupitelstev obcí v roce 2022 kandidoval v Bílině na Teplicku jako lídr uskupení ČISTÁ A BEZPEČNÁ BÍLINA a byl zvolen do městského zastupitelstva, když toto uskupení získalo dva mandáty a 6,94 % hlasů.
Ve volbách do Evropského parlamentu v červnu 2024 kandidoval jako člen DSSS na 5. místě kandidátky uskupení „ALIANCE ZA NEZÁVISLOST ČR – proti přijetí eura!“ (tj. strana Bezpečné ulice (BEZ-UL), strana Národní demokracie (ND), hnutí Aliance národních sil (ANS), strana Rozumní, Dělnická strana sociální spravedlnosti (DSSS) a hnutí Čistý kraj (ČiKR)). Uskupení však získalo pouze 0,50 % hlasů a zvolen tak nebyl.
Ve volbách do Senátu PČR v roce 2024 kandidoval jako člen DSSS navržený stranou BEZ-UL v rámci koalice „ND, DSSS, BEZ-UL, ANS“ v obvodu č. 32 – Teplice. Se ziskem 6,39 % hlasů skončil na 4. místě a senátorem se tak nestal.

## Knihy
Tomáš Vandas je rovněž autorem tří knih.
- Od republikánů k Dělnické straně (2012)
- 15 let boje (2018) - spoluautor M.Zbela
- ZAKÁZANÁ TSUNAMI aneb Politika s pouty na rukou (2022)